# 潮阳郡
潮阳郡，唐朝时设置的郡。
天宝元年（742年），以潮州改置，治所在海阳县（今广东省潮州市）。属岭南道。辖境相当今广东省平远、梅县、揭西、惠来等县以东地区。乾元元年（758年）复名潮州。